# Stig Jonasson
Stig Jonasson, född 7 september 1934, är en svensk översättare och redaktör.
Han har särskilt uppmärksammats för sina översättningar av Ernst Jünger till svenska, samt som redaktör och översättare av källtexter med ursprung inom de ledande kretsarna av nationalsocialismen under andra världskriget.
Jonasson gifte sig 1978 med professorn i romanska språk Kerstin Jonasson (1941-2019).

## Utgivning (urval)
- Stormcentrum: modern tysk prosa, Prisma, 1964, urval, kommentar och översättning, tillsammans med Carl-Henning Wijkmark
- Nazismen i dokument, Prisma, 1966, redaktion och översättning, tillsammans med Nils Holmberg
- Doktor Goebbels ministerium: dokument om nazitysk propaganda, Prisma, 1971, sammanställning, översättning och kommentar
- Ernst Jünger: Dagböcker från Tyskland och Frankrike under krig och ockupation, Cavefors bokförlag, 1975, urval, förord, register samt översättning
- Ernst Jünger: På marmorklipporna, Cavefors bokförlag, 1976, revidering av Bertil Malmbergs översättning med hänsyn till författarens ändringar i 1960 års tyska upplaga
- Ernst Jünger: Psykonauterna – rus och droger, Cavefors bokförlag, 1978, översättning
- Ernst Jünger: Farligt möte, Interculture, 1987, översättning